# Långtjärnen (Piteå socken, Norrbotten, 728052-172780)
Långtjärnen är en sjö i Piteå kommun i Norrbotten och ingår i Lillpiteälvens huvudavrinningsområde.